# Tomos (motocicletas)

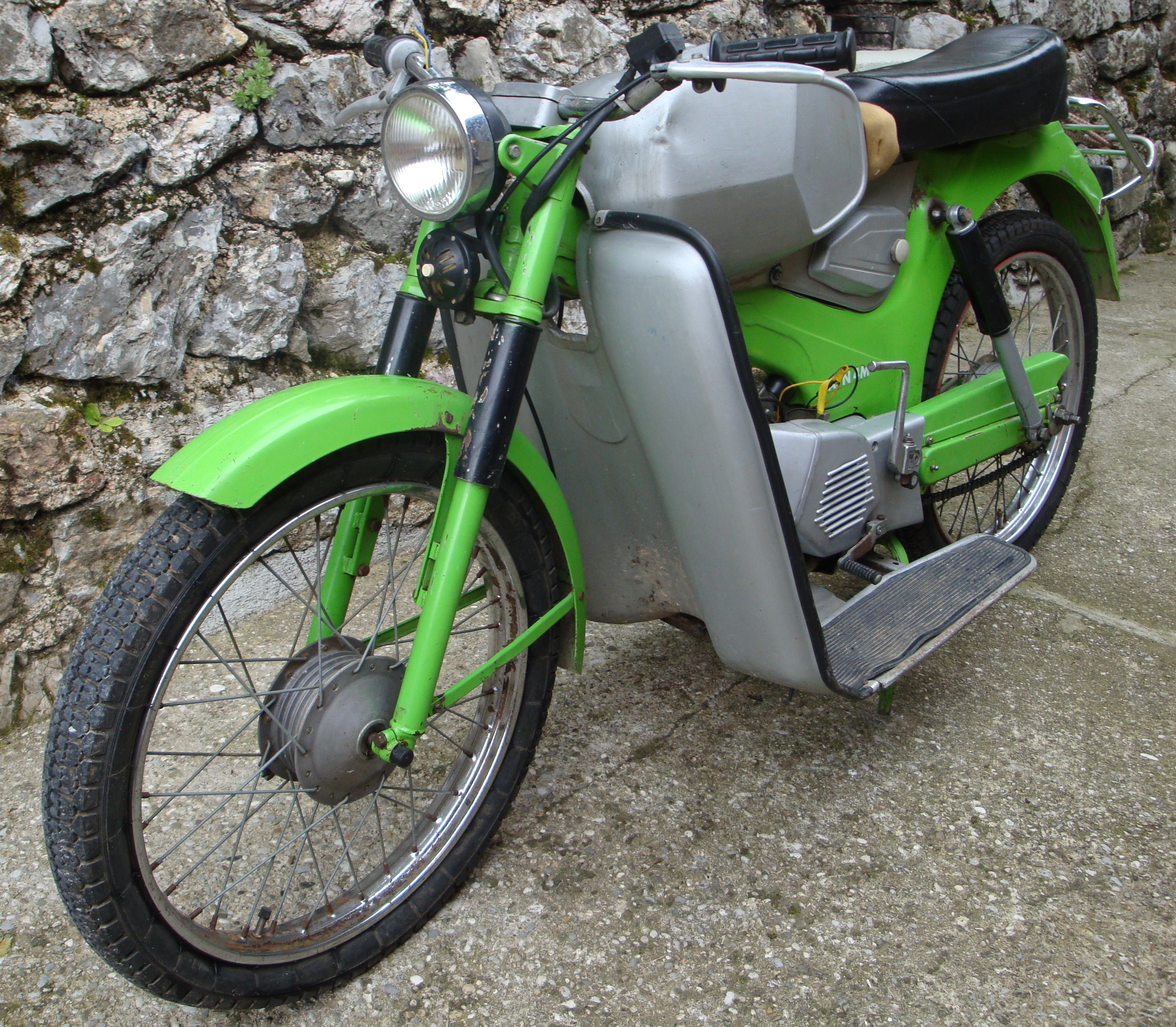
Tomos APN 4M

Tomos (TOvarna MOtornih koleS) es una fábrica de motocicletas, fundada en 1954 cerca de Koper. También ha producido piezas de automóviles para la marca francesa Citroën. Las motos de tomos eran muy populares en Yugoslavia durante los años 60 y 70, particularmente el modelo APN 4.
Actualmente, el principal mercado de exportación de Tomos es la Unión Europea y los Estados Unidos, y da trabajo a unas 450 personas. Tiene una filial en EE. UU. y otra en los Países Bajos.
Desde 2009, Tomos comercializa varios modelos de sus ciclomotores en España.